# Maximum Metal
Maximum Metal è uno split dei gruppi musicali death metal Morbid Angel, Deicide e At the Gates e della band thrash metal Municipal Waste pubblicato il 21 novembre 2011 dall'etichetta discografica Earache Records.

## I DVD
Si tratta di un box set composto da quattro DVD contenenti le esibizioni delle suddette formazioni riprese durante quattro diversi concerti.

### Live at Rock City 89
Il video dei Morbid Angel venne già pubblicato in precedenza col titolo Live Madness '89 ed inserito nella ristampa dell'album Altars of Madness del 2006, uscita in quell'occasione in formato CD con il DVD bonus. Lo traccia audio dello stesso concerto fu utilizzata anche per il live Juvenilia del 2015. Il concerto venne registrato il 14 novembre 1989 al Rock City di Nottingham durante il Grindcrusher Tour.

### Doomsday L.A.
Doomsday L.A. dei Deicide fu già pubblicato quattro anni prima e, come in quell'occasione, include alcuni contenuti bonus. Il live venne filmato al Knitting Factory di Los Angeles, in California, il 10 novembre 2006.

### Live at Wacken 08
Il DVD degli At the Gates, il medesimo anno, fu incluso col titolo Purgatory Unleashed - Live at Wacken 2008 anche nella ristampa del CD Slaughter of the Soul. In precedenza venne inserito nel triplo DVD The Flames of the End del 2008. Le riprese provengono dallo show del 2 agosto 2008 al Wacken Open Air. Le tracce audio furono utilizzate anche per l'album dal vivo Purgatory Unleashed - Live at Wacken 2008 del 2010.

### Live in Richmond 06
Il DVD dei Municipal Waste fu già pubblicato direttamente dalla band nel 2006 col titolo Live at Alley Katz.
Il video è composto dal concerto, tenutosi il 18 agosto dello stesso anno all’Alley Katz di Richmond in Virginia, intermezzato da alcune scene di vita della band.

## Tracce

### Morbid Angel -Live at Rock City 89
Testi di David Vincent, musiche di Trey Azagthoth eccetto dove indicato.
1. Immortal Rites – 3:56
2. Suffocation – 3:14 (musica: Azagthoth, Vincent)
3. Visions from the Dark Side – 4:31 (musica: Azagthoth, Vincent)
4. Maze Of Torment – 5:14
5. Chapel of Ghouls – 5:07 (testo: Azagthoth, Browning)
6. Guitar Solo – 1:06 – strumentale
7. Bleed for the Devil – 2:25 (testo: Azagthoth)
8. Damnation – 4:26 (musica: Azagthoth, Vincent)
9. Blasphemy – 4:54 (testo: Azagthoth)
10. Lord of All Fevers & Plague – 3:44 (testo: Azagthoth)
11. Evil Spells – 5:15 (testo: Azagthoth)

### Deicide -Doomsday L.A.
1. Intro – 1:10 – strumentale
2. Dead by Dawn – 4:09
3. Once upon the Cross – 3:01
4. Scars of the Crucifix – 3:30
5. The Stench of Redemption – 4:40
6. Death to Jesus – 4:34
7. When Satan Rules His World – 3:25
8. Serpents of the Light – 3:18
9. Dead but Dreaming – 3:46
10. They Are the Children of the Underworld – 3:18
11. Bastard of Christ – 3:08
12. Desecration – 5:16
13. Behind the Light Thou Shall Rise – 3:53
14. When Heaven Burns – 4:08
15. Walk with the Devil in Dreams You Behold – 5:19
16. Homage for Satan – 4:25
17. Lunatic of God's Creation – 3:21
18. Kill the Christian – 3:24
19. Sacrificial Suicide – 4:37

### At the Gates -Live at Wacken 08
1. Intro (backstage) – 1:17
2. Slaughter of the Soul – 3:10
3. Cold – 3:15
4. Terminal Spirit Disease – 3:57
5. Raped by the Light of Christ – 3:50
6. Under a Serpent Sun – 4:32
7. Windows – 4:39
8. World of Lies – 3:56
9. The Burning Darkness – 3:03
10. The Swarm – 3:33
11. Forever Blind – 4:13
12. Nausea – 2:52
13. The Beautiful Wound – 4:33
14. Unto Others – 3:44
15. All Life Ends – 6:22
16. Need – 3:24
17. Blinded by Fear – 2:53
18. Suicide Nation – 3:50
19. Kingdom Gone – 7:14

### Municipal Waste -Live in Richmond 06
1. The Wizard (Speech) – 4:35
2. Intro/Deathripper – 2:16
3. Drunk as Shit – 2:13
4. Mind Eraser – 2:16
5. Unleash the Bastards – 3:17
6. The Thrashing of the Christ – 4:10
7. Sweet Attack – 1:00
8. Mutants of War – 3:06
9. Blood Drive – 1:07
10. Accelerated Vision – 1:29
11. New Song – 2:57
12. Terror Shark – 4:30
13. Toxic Revolution – 2:19
14. Substitute Creature – 1:29
15. Waste 'Em All – 4:59
16. Bangover – 6:16

## Formazione

### Morbid Angel
- David Vincent – voce, basso
- Trey Azagthoth – chitarra
- Richard Brunelle – chitarra
- Pete Sandoval – batteria

### Deicide
- Glen Benton – voce, basso
- Jack Owen – chitarra
- Ralph Santolla – chitarra
- Steve Asheim – batteria

### At the Gates
- Tomas Lindberg - voce
- Anders Björler - chitarra
- Martin Larsson - chitarra
- Jonas Björler - basso
- Adrian Erlandsson - batteria

### Municipal Waste
- Tony Foresta - voce
- Ryan Waste - chitarra
- Land Phil - basso, voce
- Dave Witte - batteria